# Ella Rae Peck
Ella Rae Peck (née le 8 septembre 1990 à Minneapolis, au Minnesota) est une actrice américaine.

## Biographie
Née à Minneapolis, en Minnesota, elle a déménagé à New York pour étudier.
Après le court métrage Lilly in the Woods en 2006, elle a un rôle dans le film indépendant Freezer Burn de 2007. La même année, elle joue la protagoniste Honor Caldwell dans le pilote Dear Harvard: pour ce rôle elle gagne le prix de la meilleure actrice dans la compétition des pilotes indépendantes du New York Film Festival. Entre 2008 et 2010 elle obtient quelques rôles comme guest star dans de nombreuses séries télévisées, comme FBI : Portés disparus, New York, police judiciaire, The Good Wife et Blue Bloods. Elle participe également, en 2011, à God Don't Make the Laws et Young Adult.
En 2012 elle est Lola Rhodes dans Gossip Girl et Stefanie dans le film Bachelorette. En Mars elle annonce sa participation à la série de NBC Double Jeu comme Mia Bowers,, que débute en Janvier 2013. Au début de Mars 2013 elle rejoint le cast de la nouvelle série de NBC Welcome to the Family.

## Filmographie

### Cinéma
- 2006 : Lilly in the Woods de Imelda O'Reilly : Lilly
- 2007 : Freezer Burn de Charles Hood : Emma
- 2011 : God Don't Make the Laws de David Sabbath : Colbie Palmer
- 2011 : Young Adult de Jason Reitman : fille
- 2012 : Bachelorette de Leslye Headland : Stefanie
- 2012 : The Exhibitionists de Michael Melamedoff : Lynn
- 2012 : The Apocalypse de Andrew Zuchero : Jenny
- 2013 : The Call de Brad Anderson : Autumn

### Télévision
- 2007 : Dear Harvard : Honor Caldwell
- 2008 : FBI : Portés disparus (Without a Trace) : Lisa/KitKat14
- 2010 : New York, police judiciaire (Law and Order) : Zoe Morgan
- 2010 : The Good Wife : Jenny Bauer
- 2010 : Blue Bloods : Caitlin Breyer
- 2012 : Gossip Girl : Lola Rhodes
- 2013 : Double Jeu : Mia Bowers
- 2013 : Welcome to the Family : Molly Yoder
- 2014 : Believe : Nina
- 2018 : The Looming Tower : Heather
- 2021 : The Sinner : Sophie Grinfield

## Récompenses et nominations
| Année | Prix                         | Catégorie                                             | Pour         | Résultat |
| ----- | ---------------------------- | ----------------------------------------------------- | ------------ | -------- |
| 2007  | New York Television Festival | Concours des pilotes indépendants - Meilleure actrice | Dear Harvard | Lauréat  |